# بای‌واتر (نیواورلئان)
بای‌واتر (به انگلیسی: Bywater) یک منطقهٔ مسکونی در ایالات متحده آمریکا است که در لوئیزیانا واقع شده‌است. بای‌واتر ۲٬۱۸۱ نفر جمعیت دارد.